# Hattori Ransetsu

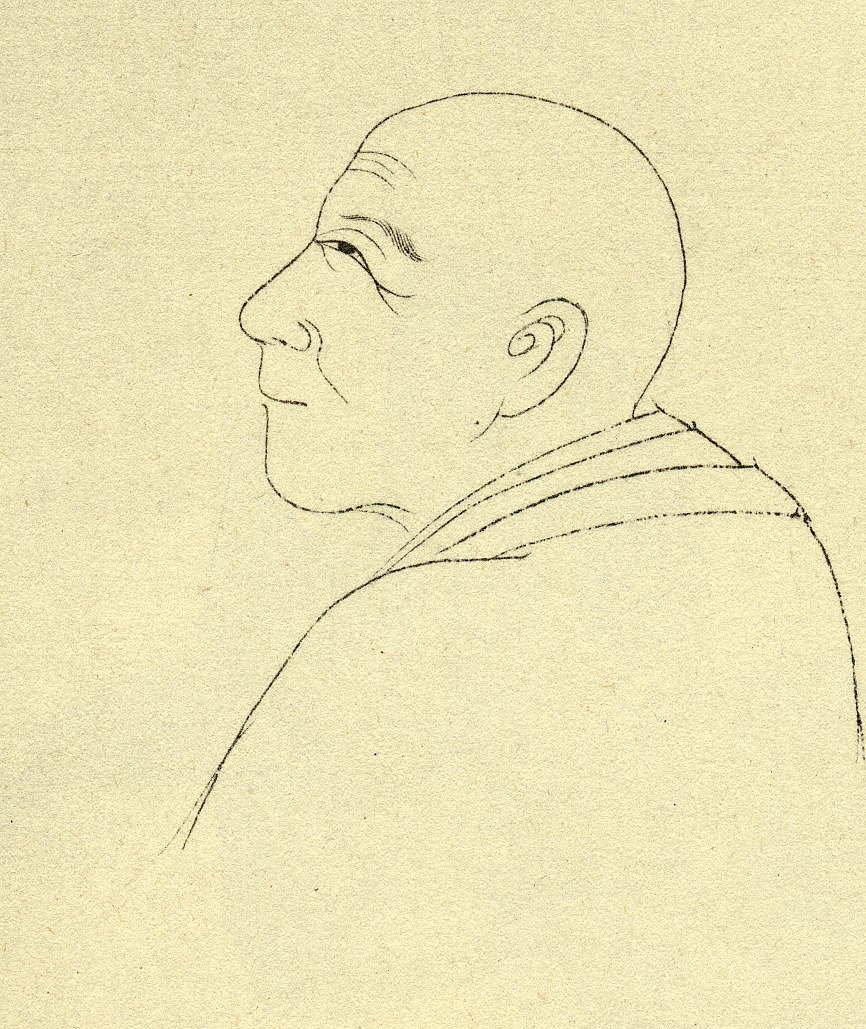
Hattori Ransetsu

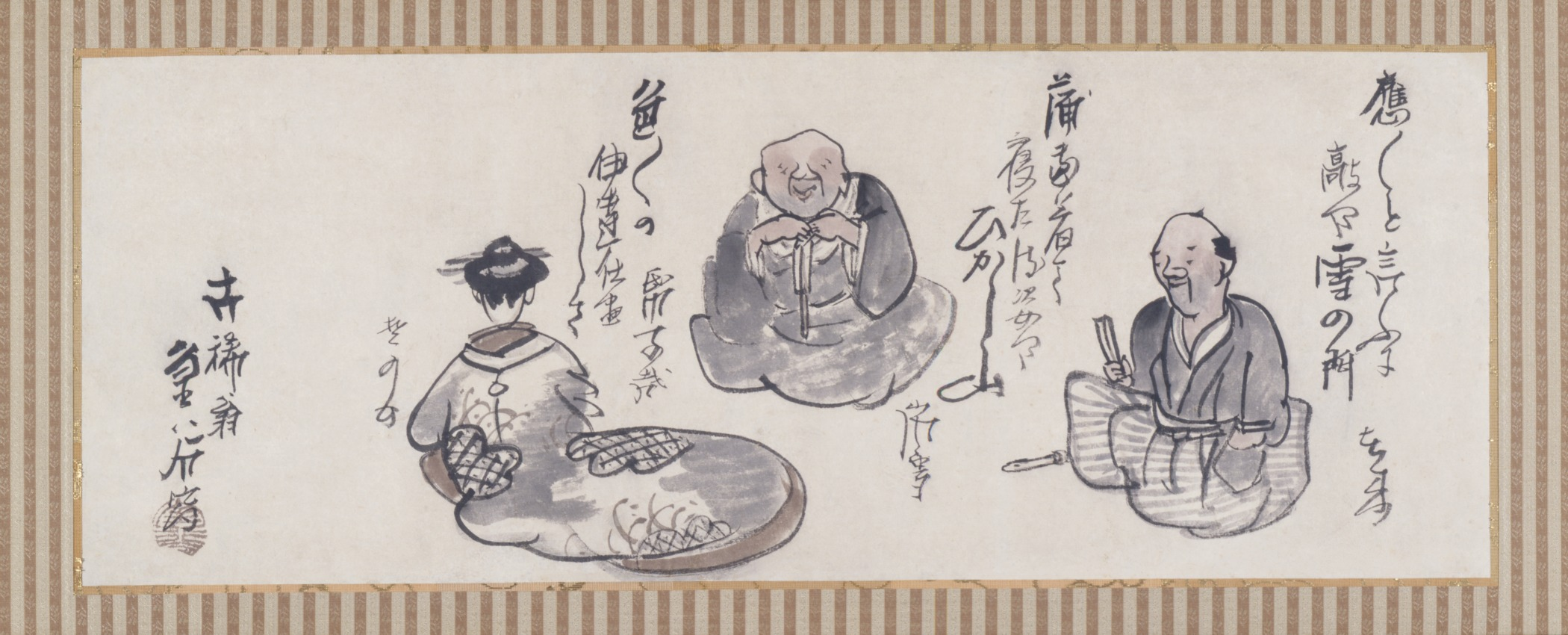
Drei Poeten

Hattori Ransetsu (japanisch 服部 嵐雪; geboren 1654 im Stadtteil Yushima von Edo; gestorben 6. November 1707) war ein japanischer Haiku-Dichter der frühen Edo-Zeit.

## Leben und Wirken
Hattori Ransetsu, Sohn des Samurai Hattori Kitayū (服部 喜太夫), führte den Kindheitsnamen Kumenosuke (久米之助), und als er erwachsen wurde, änderte er seinen Namen in Magonojo (孫之丞) und dann in Hikobei (彦兵衛). Weiter nannte er sich Jisuke (治助). Er führte auch die Künstlernamen Rantei-Jisuke (嵐亭治助), Setchūan (雪中庵), Fuhakuken (不白軒), Kanryōdō (寒蓼堂), Gempōdō (玄峰堂), Ritōsai (吏登斎) usw.  
Nach seiner Volljährigkeit diente Hattori etwa 30 Jahre lang Samurai-Familien, wobei er von Zeit zu Zeit den Herren wechselte. Seine Bekanntschaft mit dem Haiku-Meister Matsuo Bashō begann um 1675. Im Januar 1688 gab er seine Dienststelle auf und wurde freischaffender Haiku-Poet. Zusammen mit Takarai Kikaku gehörte er zu den bedeutendsten Schülern Bashōs. Dieser lobte im März desselben Jahres Takarai und Hattori mit den Worten „Beide sind wie Pfirsich, Kirschblüten und Grasreiskuchen“. Hattori konnte sich jedoch nicht mit dem „Karumi“-Stil abfinden, den sein Lehrer predigte. So kam er in seinen späteren Jahren mit Bashō kaum moch zurecht. Am Jahrestag seines Todes schrieb er jedoch einen Beitrag „Bashōs erster Jahrestag“ (芭蕉一周忌, Bashō isshūki), um seine Trauer auszudrücken.
In seinen jungen und besten Jahren führte Hattori ein ausschweifendes Leben, war zunächst mit einer Frau in einem Badehaus und heiratete später eine Kurtisane. In seinen späteren Jahren widmete er sich jedoch der Zen-Praxis und behielt dabei eine feste Haltung gegenüber dem Haikai bei. Er war letztlich eine nach innen gekehrte Persönlichkeit, was sich auch in seinen Haiku widerspiegelt. Er wird, auch wenn seine Haiku oft einfach gehalten sind, zu den „Zehn besten Schülern von Bashō“ (蕉門十哲, Shōmon jittetsu) gezählt.
Zu Hattoris bekannten Haiku gehören
- „Degawari ya – yō-gokoro ni – mono ahare“ (出替りや幼ごころに物あはれ) „Wenn man als Kind von Dingen überwältigt wird“ – aus „Sarumino“ (猿蓑) und
- „Futon kite – netaru sugata ya – Higashiyama“ (蒲団着て寝たる姿や東山) „Einen Futon tragen und in Higashiyama schlafen“ (aus „Makura byŏbu“ (枕屏風).

Weitere Sammlungen sind „Sono fukuro“ (其袋) 1790), „Aru toki“ (或時) 1794, „Wakana-shū“ (若菜集) 1795 und „Zusan-shū“ (杜撰集) 1701. 
Aus der Ransetsu-Schule gingen herausragende Haiku-Dichter hervor. Seine Bedeutung wuchs noch in der Ära des Haiku-Dichters Ōshima Ryōta (大島 蓼太; 1718–1787) und dessen Nachfolgern erheblich.